# باشگاه فوتبال لیپایا
باشگاه فوتبال لیپایا یک باشگاه فوتبال لتونی است که در سال ۲۰۱۴ میلادی تأسیس شد. این باشگاه در ورزشگاه داوگاوا در لیپایا مستقر است. باشگاه فوتبال لیپایا در لیگ برتر لتونی بازی می‌کند. آنها در اولین فصل خود در لیگ برتر لتونی در سال ۲۰۱۴، چهارم شدند.

## تاریخچه
FK Liepāja/Mogo در مارس ۲۰۱۴ به عنوان یک باشگاه ققنوس و یک نماینده غیرمستقیم FK Liepājas Metalurgs تأسیس شد که پس از فصل ۲۰۱۳ لیگ برتر لتونی به دلیل ورشکستگی شرکت مالک آن و تنها اسپانسر کارخانه متالورژی A/S Liepājas منحل شد. متالورژها. FK Liepāja همه بازیکنان، از جمله تیم‌های جوانان، و همچنین محل شرکت در لیگ عالی لتونی ۲۰۱۴ را که قبل از ورشکستگی در اختیار Liepājas Metalurgs بود، در اختیار داشت. این باشگاه عمدتاً توسط شورای شهر لیپاجا حمایت می‌شود و توسط ماریس ورپاکوسکیس فوتبالیست بین‌المللی سابق لتونی هدایت می‌شود. اولین مدیر تیم ویکتورز دوبرکوس بود.
در اولین فصل خود FK Liepāja قهرمانی را در چهار تیم برتر به پایان رساند. یانیس ایکاونیکس، هافبک تیم فوتبال لیپاجا به عنوان بهترین بازیکن فصل ۲۰۱۴ انتخاب شد.
{{سخ}}در ۱۵ نوامبر ۲۰۱۶، تاماز پرتیا به عنوان مدیر جدید FK Liepāja منصوب شد.
{{سخ}}در ۱۴ سپتامبر ۲۰۱۸، گوردون یانگ به عنوان مدیر جدید FK Liepāja منصوب شد.

## عملکر در رقابتهای داخل لتونی
| فصل  | بخش | رتبه | بازی | برد | مساوی | باخت | گل زده | گل خورده | امتیاز | جام حذفی فوتبال لتونی |
| ---- | --- | ---- | ---- | --- | ----- | ---- | ------ | -------- | ------ | --------------------- |
| ۲۰۱۴ | ۱   | ۴    | 36   | 21  | 3     | 12   | 72     | 45       | 66     | نیمه نهایی            |
| ۲۰۱۵ | ۱   | ۱    | 24   | 15  | 7     | 2    | 48     | 23       | 52     | یک چهارم نهایی        |
| ۲۰۱۶ | ۱   | ۴    | 28   | 12  | 6     | 10   | 38     | 31       | 42     | یک چهارم نهایی        |
| ۲۰۱۷ | ۱   | ۲    | 24   | 11  | 4     | 9    | 32     | 25       | 37     | قهرمان                |
| ۲۰۱۸ | ۱   | ۴    | 28   | 15  | 6     | 7    | 46     | 25       | 51     | یک چهارم نهایی        |
| ۲۰۱۹ | ۱   | ۶    | 32   | 11  | 6     | 15   | 41     | 43       | 39     | یک چهارم نهایی        |
| ۲۰۲۰ | ۱   | ۵    | 27   | 12  | 6     | 9    | 57     | 34       | 42     | قهرمان                |

## عملکرد در رقابتهای اروپایی
| فصل     | رقابت              | مرحلا           | حریف           | میزبان     | میهمان | مجموع       |
| ------- | ------------------ | --------------- | -------------- | ---------- | ------ | ----------- |
| ۲۰۱۶–۱۷ | لیگ قهرمانان اروپا | دور دوم مقدماتی | ردبول سالزبورگ | ۰–۲        | ۰–۱    | ۰–۳         |
| ۲۰۱۷–۱۸ | لیگ اروپا یوفا     | دور اول         | صلیبی‌ها        | ۲–۰        | ۱–۳    | ۳–۳ (الف)   |
| ۲۰۱۷–۱۸ | لیگ اروپا یوفا     | دور دوم مقدماتی | سودووا         | ۰–۲        | ۱–۰    | ۱–۲         |
| ۲۰۱۸–۱۹ | لیگ اروپا یوفا     | دور اول         | هکن            | ۰–۳        | ۲–۱    | ۲–۴         |
| ۲۰۱۹–۲۰ | لیگ اروپا یوفا     | دور اول         | دینامو مینسک   | ۱–۱        | ۲–۱    | ۳–۲         |
| ۲۰۱۹–۲۰ | لیگ اروپا یوفا     | دور دوم مقدماتی | نورشوپینگ      | ۰–۱        | ۰–۲    | ۰–۳         |
| ۲۰۲۱–۲۲ | لیگ کنفرانس اروپا  | دور اول         | استروگا        | ۱–۱        | ۴–۱    | ۵–۲         |
| ۲۰۲۱–۲۲ | لیگ کنفرانس اروپا  | دور دوم مقدماتی | زسکا صوفیه     | 0-0 (و.ا.) | ۰–۰    | 0–0 (۱–۳ پ) |
| ۲۰۲۲–۲۳ | لیگ کنفرانس اروپا  | 1Q              |                |            |        |             |

## افتخارات
- قهرمانی لیگ برتر فوتبال لتونی (۱)
  - ۲۰۱۵
- قهرمانی جام حذفی فوتبال لتونی (۲)
  - ۲۰۱۷، ۲۰۲۰